# Attapeu (provins)
Attapeu, (lao:  ອັດຕະປື) är en provins i sydöstra Laos. Provinsen hade 114 300 invånare år 2004, på en area av 10 320 km². Provinshuvudstaden är Attapeu.

## Administrativ indelning
Provinsen är indelad i följande distrikt:
1. Phouvong District (17-05)
2. Samakkhixay District (17-02)
3. Sanamxay District (17-03)
4. Sanxay District (17-04)
5. Xaysetha District (17-01)